# Миритиницы
Мирити́ницы — деревня в Локнянском районе Псковской области России.
Входит в состав Михайловской волости.

## География
Расположена в 36 км к юго-западу от райцентра Локня на берегу озера Алё (Миритиницкое озеро).

## Население
| 2001 | 2002 | 2010 |
| ---- | ---- | ---- |
| 379  | ↘293 | ↘197 |

Численность населения деревни по оценке на начало 2001 года составляла 379 жителей.

## История
В 1783 году в деревне Миритиницы была построена Троицкая церковь с колокольней местным помещиком Семёном Петровым Пороховым. В действующей церкви три престола: центральный — Троицкий, зимний — Казанский и Никольский. Первоначальный иконостас утрачен, а в восстановленном часть икон датируются XVIII веком.
В 1796 году на кладбище помещиком Николаем Семёновичем Пороховым была сооружена кирпичная однопрестольная церковь преподобной Марии Египетской. Колокольня не сохранилась, церковь восстановлена в 2002 году. Вновь действующая с 2007 года.
В 1875 году по инициативе местного помещика и председателя Великолукской уездной земской управы Владимира Петровича Шмидта здесь было открыто земское народное начальное училище, а в 1893 году там же началось строительство трёхклассной земской школы.
С января 1995 до апреля 2015 года деревня входила в состав ныне упразднённой Миритиницкой волости в качестве её административного центра.